# John Cranch
Pour les articles homonymes, voir Cranch.
John Cranch est un naturaliste et un explorateur britannique, né en 1785 et mort en 1816.
En 1816, Cranch prend part à l’expédition dirigée par le capitaine James Kingston Tuckey (1776-1816), chargée de découvrir la source du fleuve Congo. Il meurt durant ce voyage.
Son ami William Elford Leach (1790-1836) lui dédiera de très nombreuses espèces découvertes durant l’expédition.